# Alice Kober
Alice Kober (Nova Iorque, 1906 - 1950) foi uma arqueóloga estadunidense conhecida por lançar as bases para a decifração da Linear B.

## Carreira
Kober  começou seus estudos no Hunter College High School, continuou no Hunter College, onde concluiu em 1928 e mais tarde formou-se em Filosofia pela Universidade de Columbia.
Em 1931 começou seus estudos sobre a linear B. No início dos anos 1940, Kober conduziu os estudos trabalhando em parceria com John Myres na Universidade de Oxford. Na época, já era aceita a idéia de que a direção da escrita da Linear B era da esquerda para a direita. 
A maioria das placas de argila conhecidas continha registros que contribuíram para a rápida decifração do sistema de contagem. O número de caracteres distintos, que tinham sido identificados - 90 - indicavam que a Linear B era um sistema de escrita silabário. Arthur Evans, arqueólogo que descobriu as placas de argila, sugeriu também que a língua utilizada na Linear B era flexiva.
Enquanto alguns estudiosos suspeitavam de que esta língua poderia estar relacionada com o idioma grego ou cipriota, a maioria aceitava que a Linear B era uma língua desconhecida oriunda de Creta.
Graças ao racionamento provocado pela  Segunda Guerra Mundial o papel tornou-se escasso. Alice Kober recortou suas notas de 5x7 cm de qualquer papel que ela conseguiu encontrar, incluindo livros e envelopes. Preencheu cerca de 186.000 notas com informações sobre as ocorrências de 90 caracteres da Linear B.
Kober encontrou padrões na escrita: identificou lexemas e terminações que ela presumiu indicar um caso gramatical. Ela também classificou outros caracteres como sendo consoantes e vogais. Michael Ventris, um arquiteto inglês interessado em decifrar a Linear B, seguiu os mesmos passos de Kober anos depois, adicionando mais dados ele obteve sucesso na decifragem.
Kober morreu de câncer aos 43 anos de idade, dois anos antes da decifração da Linear B ser anunciada.  